# Anaglyptus luteofasciatus
Anaglyptus luteofasciatus es una especie de escarabajo longicornio del género Anaglyptus, tribu Anaglyptini. Fue descrita científicamente por Pic en 1905.
Se distribuye por Grecia. Mide 10-12 milímetros de longitud.